# Уљановски огранак ИРЕ РАН
Уљановски огранак ИРЕ РАН (пун назив рус. ) је истраживачки институт Руске академије наука у Уљановску, Русија, одељење Института за радиотехнику и електронику (ИРЕ).
Основни задаци установе: спровођење основних истраживања у области радиотехнике, оптичких влакана, оптоелектронике, као и спровођење примењених истраживања за стварање нове технологије . Огранак је једина научна установа Руске академије наука у Уљановску.